# Vissel Kobe 2016
Questa pagina raccoglie i dati riguardanti il Vissel Kobe nelle competizioni ufficiali della stagione 2016.

## Organigramma societario
Area direttiva
- Presidente del consiglio di amministrazione:

Area tecnica
- Allenatore: Nelsinho Baptista
- Vice-Allenatori: Takayuki Yoshida, Yūta Abe

## Rosa
| N. |                          | Ruolo | Calciatore       |
| -- | ------------------------ | ----- | ---------------- |
| 2  | Giappone (bandiera)      | C     | Yūdai Tanaka     |
| 3  | Giappone (bandiera)      | D     | Takahito Sōma    |
| 4  | Giappone (bandiera)      | D     | Kunie Kitamoto   |
| 5  | Giappone (bandiera)      | D     | Takuya Iwanami   |
| 6  | Giappone (bandiera)      | D     | Shunki Takahashi |
| 7  | Brasile (bandiera)       | A     | Pedro Júnior     |
| 8  | Giappone (bandiera)      | D     | Shōhei Takahashi |
| 9  | Giappone (bandiera)      | A     | Daisuke Ishizu   |
| 10 | Brasile (bandiera)       | C     | Nílton           |
| 11 | Brasile (bandiera)       | A     | Leandro          |
| 13 | Giappone (bandiera)      | C     | Keijirō Ogawa    |
| 14 | Giappone (bandiera)      | C     | Naoyuki Fujita   |
| 15 | Giappone (bandiera)      | A     | Seigō Kobayashi  |
| 17 | Giappone (bandiera)      | C     | Hideo Tanaka     |
| 18 | Corea del Sud (bandiera) | P     | Kim Seung-gyu    |
| 19 | Giappone (bandiera)      | A     | Kazuma Watanabe  |

| N. |                     | Ruolo | Calciatore         |
| -- | ------------------- | ----- | ------------------ |
| 20 | Giappone (bandiera) | C     | Asahi Masuyama     |
| 21 | Giappone (bandiera) | P     | Koki Mitsuzawa     |
| 22 | Giappone (bandiera) | P     | Kaito Yamamoto     |
| 23 | Giappone (bandiera) | D     | Yoshiki Matsushita |
| 24 | Giappone (bandiera) | D     | Masatoshi Mihara   |
| 25 | Giappone (bandiera) | D     | Junya Higashi      |
| 26 | Giappone (bandiera) | D     | Shinji Yamaguchi   |
| 27 | Giappone (bandiera) | C     | Ryo Matsumura      |
| 29 | Giappone (bandiera) | A     | Yusuke Tashiro     |
| 30 | Giappone (bandiera) | P     | Kenta Tokushige    |
| 31 | Giappone (bandiera) | C     | Yūya Nakasaka      |
| 32 | Giappone (bandiera) | C     | Ryōsuke Maeda      |
| 33 | Giappone (bandiera) | D     | Taisuke Muramatsu  |
| 34 | Giappone (bandiera) | D     | Sō Fujitani        |
| 39 | Giappone (bandiera) | D     | Masahiko Inoha     |
| 44 | Giappone (bandiera) | D     | Wataru Hashimoto   |